# Cucujus cinnaberinus
Cucujus cinnaberinus је инсект из реда тврдокрилаца (Coleoptera) и породице (Cucujidae).

## Распрострањење
Ареал врсте Cucujus cinnaberinus обухвата већи број држава. Врста је присутна у Русији, Шведској, Норвешкој, Пољској, Немачкој, Србији, Мађарској, Румунији, Белорусији, Финској, Црној Гори, Литванији, Летонији, Словачкој, Чешкој, Естонији и Аустрији. У Србији насељава станишта у близини великих река.

## Опис
Ово је ситан тврдокрилац црвене боје, изузетно танак, због живота испод коре дрвета. Величина имага је 12-15,5мм. Ларве су наранџасто-жућкасте, такоће танке и живе испод коре дрвета.

## Угроженост и заштита
Ова врста се сматра рањивом у погледу угрожености врсте од изумирања. Налази се на Прилогу 2 и 4 Европске директиве о стаништима и спада у НАТУРА 2000 врсте. У Србији је строго заштићена врста. Захтеви за стаништем ларви и одраслих јединки Cucujus cinnaberinus су релативно слични, па је заштита ове врсте лакша од заштите других сапроксилних буба (стрижибуба или јеленка). У Србији постоји пројекат који се бави заштитом и очувањем ове врсте.

## Галерија
- Ларве на тополи
- имаго
- имаго

## Синоними
- Cucujus geniculatus Reitter, 1893
- Cucujus sanguinolentus (Linnaeus, 1767)
- Meloe cinnaberinus Scopoli, 1763